# حيز محيط بالجيبانيات (طب)
الاحياز المحيطة بالجيبانيات
الحيز حول الجيوب الأنفية (أو حيز ديس) أو الاحياز المحيطة بالجيبانيات (بالإنجليزية: perisinusoidal space (or space of Disse))هو موقع في الكبد بين خلية الكبد والجيوب الأنفية. يحتوي على بلازما الدم. تمتد Microvilli من خلايا الكبد في هذا الفضاء، مما يسمح بامتصاص البروتينات ومكونات البلازما الأخرى من الجيوب الأنفية بواسطة خلايا الكبد. إن انسداد البطانة وانقطاعها يسهل هذا النقل.  قد يتم طمس هذه المساحة في أمراض الكبد، مما يؤدي إلى انخفاض امتصاص خلايا الكبد للمغذيات والنفايات مثل البيليروبين .
يحتوي الفضاء المحيط بالجيني أيضًا على الخلايا النجمية الكبدية (المعروفة أيضًا باسم خلايا إيتو )، والتي تخزن الدهون أو الفيتامينات القابلة للذوبان في الدهون بما في ذلك فيتامين أ ). يمكن أن تؤدي مجموعة متنوعة من مسببات الالتهاب إلى تحول الخلايا إلى أرومات ليفية عضلية، مما يؤدي إلى إنتاج الكولاجين والتليف وتشمع الكبد .
تمت تسمية مساحة Disse على اسم عالم التشريح الألماني جوزيف ديسي (1852-1912). 

## روابط خارجية
- مادة علم الأنسجة في جامعة إلينوي في إربانا-شامبين 1317
- صور نسيجية: 22103loa — نظام تعلم علم الأنسجة في جامعة بوسطن - "Ultrastructure of the Cell: hepatocytes and sinusoids, sinusoid and space of Disse"
- صور نسيجية: 15204loa — نظام تعلم علم الأنسجة في جامعة بوسطن - "Liver, Gall Bladder, and Pancreas: liver; sinusoids and Kupffer cells"
- صور تشريحيَّة: digestive/mammal/liver5/liver7 - علم الأعضاء المقارن في جامعة كاليفورنيا، ديفيس - "Mammal, liver (EM, Low)"

- مادة علم الأنسجة في جامعة إلينوي في إربانا-شامبين 1317
- صور نسيجية: 22103loa — نظام تعلم علم الأنسجة في جامعة بوسطن - "Ultrastructure of the Cell: hepatocytes and sinusoids, sinusoid and space of Disse"
- صور نسيجية: 15204loa — نظام تعلم علم الأنسجة في جامعة بوسطن - "Liver, Gall Bladder, and Pancreas: liver; sinusoids and Kupffer cells"
- صور تشريحيَّة: digestive/mammal/liver5/liver7 - علم الأعضاء المقارن في جامعة كاليفورنيا، ديفيس - "Mammal, liver (EM, Low)"